# Krieger (Mondkrater)
Krieger ist ein Einschlagkrater auf der nordwestlichen Mondvorderseite in der Ebene des Oceanus Procellarum.
Er liegt nordwestlich des großen Strahlenkraters Aristarchus.
Von seinem nordwestlichen Rand geht eine nach Nordwesten verlaufende Mondrille, die Rima Krieger aus.
Der südliche Rand ist von dem kleineren Krater Van Biesbroeck überlagert.
Der Rand des Kraters ist unregelmäßig und etwas erodiert.
| Buchstabe | Position           | Durchmesser        | Link               |
| --------- | ------------------ | ------------------ | ------------------ |
| C         | 27,72° N, 44,7° W  | 4 km               |                    |
| D         | Umbenannt in Rocco | Umbenannt in Rocco | Umbenannt in Rocco |

Der Krater wurde 1935 von der IAU nach dem deutschen Zeichner und Selenographen Johann Nepomuk Krieger offiziell benannt.